# Podobwód Skaryszew Armii Krajowej
Podobwód Skaryszew – jednostka partyzancka Związku Walki Zbrojnej, a następnie Armii Krajowej. Wchodziła w skład Obwodu Radom Okręgu Radom-Kielce AK.
Jego komendantem został kpt. Franciszek Chojnacki ps. "Zawierucha".
22 października 2006 w Makowcu pod Radomiem odsłonięto pomnik ku czci AK pamięci ppłk. Zygmunta Żywockiego "Wujka" i Franciszka Chojnackiego "Zawieruchy".